# My Star
My Star (pol. Moja gwiazda) – singiel łotewskiego zespołu muzycznego Brainstorm napisany przez lidera grupy Renārsa Kaupersa oraz wydany w 2000 roku.
W 2000 roku utwór reprezentował Łotwę w 45. Konkursie Piosenki Eurowizji dzięki wygraniu pod koniec lutego finału krajowych eliminacji eurowizyjnych po zdobyciu największego poparcia telewidzów. 13 maja zespół zaprezentował numer jako dwudziesty pierwszy w kolejności w finale widowiska i zajął ostatecznie trzecie miejsce z 136 punktami na koncie, w tym m.in. z maksymalnymi notami 12 punktów od Estonii, Norwegii, Belgii i Finlandii.

## Lista utworów
CD single
1. „My Star” (Original Version) – 3:00
2. „My Star” (Instrumental Version) – 3:00
3. „Ain’t It Funny” (Album Edit) – 3:35